# Challenge Tour 2003/04
Die Challenge Tour 2003/04 war eine Serie von Snookerturnieren, die vom professionellen Weltverband parallel zur Saison 2003/04 der Snooker Main Tour ausgetragen wurde. Sie umfasste vier eigene Events, die Teilnehmer der Tour konnten daneben auch am Masters Qualifying Event 2003 und an der Qualifikation der Snookerweltmeisterschaft 2004 teilnehmen. Die offiziell als „zweitklassige“ Profitour des Snookers bezeichnete Challenge Tour diente als Qualifikationsweg für die folgende Main Tour-Saison, aber auch für die nächste Challenge-Tour-Spielzeit.

## Struktur
Wie in den Vorjahren nahmen erneut 128 Spieler an der Challenge Tour teil, die sich über verschiedene Wege für einen Startplatz qualifiziert hatten. Der Hauptteil entfiel auf nicht für die nächste Saison qualifizierte Spieler der Main Tour 2002/03 und die besten, nicht für die Main Tour qualifizierten Spieler der Challenge Tour 2002/03, weitere Startplätze wurden vor allem über internationale und nationale Meisterschaften und Qualifikationsturniere vergeben. Wie ebenfalls in den Vorjahren wurden wieder vier Challenge-Tour-Events ausgetragen, bei denen nur die 128 Challenge-Tour-Spieler teilnahmeberechtigt waren.  Die einzelnen Events wurden im K.-o.-System mit im Laufe des Turnieres höher werdenden Best-of-Modi gespielt und dauerten jeweils etwa eine Woche. Abhängig von ihrem Ergebnis erhielten die Teilnehmer der Challenge-Tour-Events Punkte, mit denen am Ende die Gesamtwertung errechnet wurde. Über diese Gesamtwertung wurden am Ende Startberechtigungen für die Main Tour 2004/05 und die Challenge Tour 2004/05 vergeben. Die folgende Tabelle zeigt den Punkteschlüssel für die eigenen vier Events der Challenge Tour:
| Runde  | Sieger | Finalist | Halbfinalist | Viertelfinalist | Achtelfinalist | Letzte 32 | Letzte 64 | Letzte 128 |
| Punkte | 2500   | 2050     | 1750         | 1450            | 1150           | 900       | 650       | 400        |

Abgesehen davon durften die Challenge-Tour-Spieler auch an der Qualifikation der Snookerweltmeisterschaft 2004 teilnehmen. Bei der Weltmeisterschaft wurde ein anderer Punkteschlüssel als bei den übrigen Challenge-Tour-Events verwendet. Die meisten genannten Runden und Punktzahlen spielten in der Wirklichkeit keine Rolle; alle Challenge-Tour-Spieler schieden in der Qualifikation aus, die letzten kamen bis in die Runde der letzten 128. Alle Challenge-Tour-Spieler waren direkt für die erste Runde gesetzt, die vorherigen Vorrunde waren noch für ehemalige Profispieler und nunmehrige Amateure relevant. Diesen wurden am Ende ebenfalls in die offizielle Endwertung der Challenge Tour mit aufgenommen.
|                 | Hauptrunde      | Hauptrunde      | Hauptrunde      | Hauptrunde      | Hauptrunde      | Hauptrunde           | Qualifikation        | Qualifikation        | Qualifikation        | Qualifikation | Qualifikation | Qualifikation | Qualifikation | Qualifikation | Qualifikation | Qualifikation | Qualifikation | Qualifikation | Qualifikation |
| Main-Tour-Phase | Main-Tour-Phase | Main-Tour-Phase | Main-Tour-Phase | Main-Tour-Phase | Main-Tour-Phase | Challenge-Tour-Phase | Challenge-Tour-Phase | Challenge-Tour-Phase | Challenge-Tour-Phase | Amateurphase  | Amateurphase  | Amateurphase  |               |               |               |               |               |               |               |
| Runde           | Sieger          | Finalist        | Halbfinalist    | Viertelfinalist | Achtelfinalist  | Letzte 32            | Letzte 48            | Letzte 64            | Letzte 80            | Letzte 96     | Letzte 128    | Letzte 136    | Runde 4       | Runde 3       | Runde 2       | Runde 1       | Vorrunde 3    | Vorrunde 2    | Vorrunde 1    |
| Punkte          | 9750            | 9000            | 8250            | 7500            | 6750            | 6000                 | 5250                 | 4500                 | 3750                 | 3075          | 2625          | 2175          | 1725          | 1350          | 975           | 600           | 300           | 150           | 75            |

Zusätzlich erhielten einige im Dezember 2003 auf der Rangliste der Challenge Tour führende Spieler die Möglichkeit, am Masters Qualifying Event teilzunehmen. Die dort erzielten Ergebnisse hatten aber keinerlei Einfluss auf die Order of Merit, allerdings konnten die Spieler Preisgelder gewinnen. Diese Möglichkeit gab es aber auch bei den übrigen Events. In der WM-Qualifikation erhielten zum Beispiel die Spieler der Runde der letzten 128 1.000 £. Spieler, die zuvor ausschieden, bekamen offenbar keine Prämie. Die Preisgelder bei den Challenge-Tour-Events wurden nach folgendem Schlüssel verteilt:
| Runde     | Sieger  | Finalist | Halbfinalist | Viertelfinalist | Letzte 16 | Letzte 32 | Letzte 64 | Höchstes Break | insg.    |
| Preisgeld | 5.000 £ | 2.500 £  | 1.000 £      | 500 £           | 300 £     | 200 £     | 100 £     | 500 £          | 20.800 £ |

## Events
Erneut wurden insgesamt vier Events ausgespielt, an denen nur die Spieler der Challenge Tour teilnahmeberechtigt waren. Erstmals fanden alle Events an einem einzigen Ort statt. Dafür ausgewählt wurde das Pontin’s-Ferienresort im nordwalisischen Prestatyn. Das Unternehmen konnte auch als Sponsor der Turnierserie gewonnen werden. Die Challenge Tour 2003/04 war so nach der UK Tour 1998/99 der erst zweite Jahrgang des Wettbewerbes mit einem Sponsor.
| Nr. | Datum                 | Sieger          | Ergebnis | Finalist     |
| --- | --------------------- | --------------- | -------- | ------------ |
| 1   | 13. bis 19. September | Stefan Mazrocis | 6:2      | Paul Davison |
| 2   | 2. bis 8. Dezember    | Hugh Abernethy  | 6:0      | Gary Wilson  |
| 3   | 21. bis 29. Februar   | Brian Salmon    | 6:1      | Steve James  |
| 4   | 12. bis 20. Mai       | Gary Wilson     | 6:4      | Jin Long     |

Die im Januar und Februar ebenfalls im Pontin’s-Ferienresort in Prestatyn ausgetragene WM-Qualifikation endete für viele Challenge-Tour-Spieler mit frühen Niederlagen in der Qualifikation. Die besten Ergebnisse erzielten Brian Salmon, Adam Davies und Mike Hallett, die bis in die Runde der letzten 128 kamen. Beim Masters Qualifying Event 2003 erzielte James Reynolds mit einer Teilnahme an der Runde der letzten 64 das beste Ergebnis aller Challenge-Tour-Spieler, von denen sich die meisten mit Auftaktniederlagen zufriedengeben mussten.

## Rangliste
Die Order of Merit als Gesamtwertung der Challenge Tour 2003/04 wurde aus den Ranglistenpunkten errechnet, die die Challenge-Tour-Spieler in den vier Challenge-Tour-Events und in der WM-Qualifikation gewonnen hatten.  Neben den 128 Challenge-Tour-Spielern wurden in der offiziellen Endwertung auch jene Spieler aufgeführt, die als Ex-Profispieler und nunmehrige Amateure ebenfalls an der WM-Qualifikation teilgenommen hatten. Daher umfasste die Rangliste nicht nur die 128 Challenge-Tour-Teilnehmer, sondern insgesamt 152 Spieler. Die besten 16 Spieler der Rangliste erhielten einen Platz auf der Main Tour 2004/05, die nächsten 44, nicht bereits anderweitig qualifizierten Spieler erhielten einen Startplatz für die Challenge Tour 2004/05. Die folgende Tabelle zeigt die Top 20 der vom Weltverband veröffentlichten, offiziellen Endwertung.
| Platz | Spieler            | Punkte |
| ----- | ------------------ | ------ |
| 1     | Brian Salmon       | 7575   |
| 2     | Steve James        | 7225   |
| 3     | Jin Long           | 7025   |
| 4     | Gary Wilson        | 6825   |
| 5     | Paul Davison       | 6325   |
| 6     | Sean O’Neill       | 6225   |
| 7     | Mark Gray          | 6175   |
| 8     | David McDonnell    | 6000   |
| 9     | Hugh Abernethy     | 5850   |
| 10    | Adam Davies        | 5725   |
| 11    | Mike Hallett       | 5725   |
| 12    | Joe Jogia          | 5500   |
| 13    | David Hall         | 5275   |
| 14    | Stefan Mazrocis    | 5050   |
| 15    | Rodney Goggins     | 5025   |
| 16    | Ben Woollaston     | 4825   |
| 17    | Tim English        | 4800   |
| 18    | Craig MacGillivray | 4775   |
| 19    | James McBain       | 4750   |
| 20    | Karan Chand        | 4575   |